# Rafed El-Masri
Rafed Ziad El-Masri (auch Almasri, arabisch رافد زياد المصري; * 10. August 1982 in Clausthal-Zellerfeld) ist ein ehemaliger deutscher Schwimmer und heute Schwimmtrainer in Berlin.

## Leben
Rafed El-Masri wurde als Sohn syrischer Einwanderer geboren und ist in Berlin aufgewachsen. 2009 schloss er sein Studium der Sportwissenschaft und Philosophie ab. Seit den Olympischen Spielen 2008 ist er Mitglied der deutschen Nationalmannschaft. Bis dahin startete er für das Heimatland seiner Eltern, Syrien. Auf nationaler Ebene schwamm er zuletzt im November 2009 für den Zehlendorfer TSV von 1888 in Berlin, zuvor waren u. a. die SG Essen und die SG Neukölln seine Vereine. Im Februar 2017 nahm er nach über 7 Jahren zum ersten Mal wieder an einem Wettkampf teil.
Am 11. Mai 2011 wurde El-Masri bei einem Unfall von einem Auto erfasst und 200 Meter weit mitgeschleift.

## Erfolge
2001 gewann El-Masri bei den deutschen Kurzbahnmeisterschaften über 4 × 50 m Freistil seinen ersten Titel als Deutscher Kurzbahnmeister. 2004 gewann El-Masri erstmals über seine Paradestrecke, den 50 m Freistil, hinter Carsten Dehmlow Silber bei den Deutschen Meisterschaften in Berlin. In den folgenden drei Jahren gewann er jeweils den Titel des deutschen Meisters auf dieser Strecke in Folge, 2006 zusätzlich den Titel des Wintermeisters. Über 5  Freistil hielt El-Masri in 21,86 Sekunden den deutschen Rekord, den er 2008 dreimal unterbot. Bei den Olympischen Spielen 2008 in Peking belegte er im Halbfinale den 13. Platz.
Für das Nationalteam Syriens trat El-Masri bei den Olympischen Spielen 2004 an und belegte Rang 18 über 50 m Freistil. Zwei Jahre später gewann er bei den Asienmeisterschaften auf dieser Strecke die Goldmedaille.

### Olympische Sommerspiele
- 2004 in Athen: Platz 18 über 50 m Freistil, zeitgleich mit Johan Kenkhuis und Alexander Popov[4] (für Syrien)
- 2008 in Peking: Platz 13 über 50 m Freistil (für Deutschland)

### Asienspiele
- 2006 in Doha: Gold über 50 m Freistil (für Syrien)

### Weltmeisterschaften
- 2005 in Montreal: Platz 31[5] (für Syrien)
- 2007 in Melbourne: Platz 23[6] (für Syrien)

### Europameisterschaften
- 2008 (Kurzbahn) in Rijeka: Platz 23 über 50 m Freistil

### Deutsche Meisterschaften
- 2001: Gold mit der 4 × 50-m-Freistilstaffel (zusammen mit M. Diercks, S. Haß, und S. Lodziewski)
- 2005: Gold über 50 m Freistil
- 2006: Gold über 50 m Freistil
- 2006 (Deutsche Wintermeisterschaften): Gold über 50 m Freistil
- 2007: Gold über 50 m Freistil
- 2008: Silber über 50 m Freistil
- 2008 (Kurzbahn): Silber über 50 m Freistil
- 2008 (Kurzbahn): Gold mit 4 × 50-m-Freistilstaffel (zusammen mit Hendrik Feldwehr, Robert Kothieringer, Thomas Rueter)
- 2008 (Kurzbahn): Gold mit 4 × 50-m-Lagenstaffel (zusammen mit Dominik Keil, Hendrik Feldwehr, Jan Konopka) – neuer deutscher Rekord
- 2009: Silber über 50 m Freistil